# Robert Bach
Pour les articles homonymes, voir Robert Bach (préfet) et Bach (homonymie).
Robert Robertovitch Bach (Роберт Робертович Бах), né le 9 février 1859 à Saint-Pétersbourg (Empire russe) et mort le 17 septembre 1933 à Léningrad (URSS), est un sculpteur russe qui fut membre à partir de 1891 de l'Académie impériale des beaux-arts. Il est le frère du sculpteur Johann Nikolai Bach.

## Biographie
Il naît à Saint-Pétersbourg dans une famille d'origine allemande dont le père, Robert-Heinrich Bach, est sculpteur. Il étudie à la fameuse école allemande de la capitale, Sankt-Petri-Schule, de 1872 à 1876, puis à l'école allemande Sainte-Anne, jusqu'en 1879. De 1879 à 1885, il étudie au département de sculpture de l'académie des beaux-arts auprès notamment d'A. von Bock et de N. Laveretski. Il reçoit en 1882 une petite médaille pour un bas-relief intitulé Elphe. En 1885, il est nommé artiste de 3e classe, après avoir reçu une grande médaille; l'année suivante il est artiste de 2e classe grâce à une statue représentant son professeur Tchistiakov. Il est nommé académicien en 1891 pour sa statue Le Génie de l'art. Il est membre effectif de l'académie des beaux-arts en 1906.
Après la révolution d'Octobre, il enseigne le dessin à l'école technique estonienne de Petrograd, puis la sculpture à l'institut supérieur technique d'art de Léningrad, entre 1926 et 1929 où il a notamment pour élève Vladimir Ingal.

## Quelques œuvres

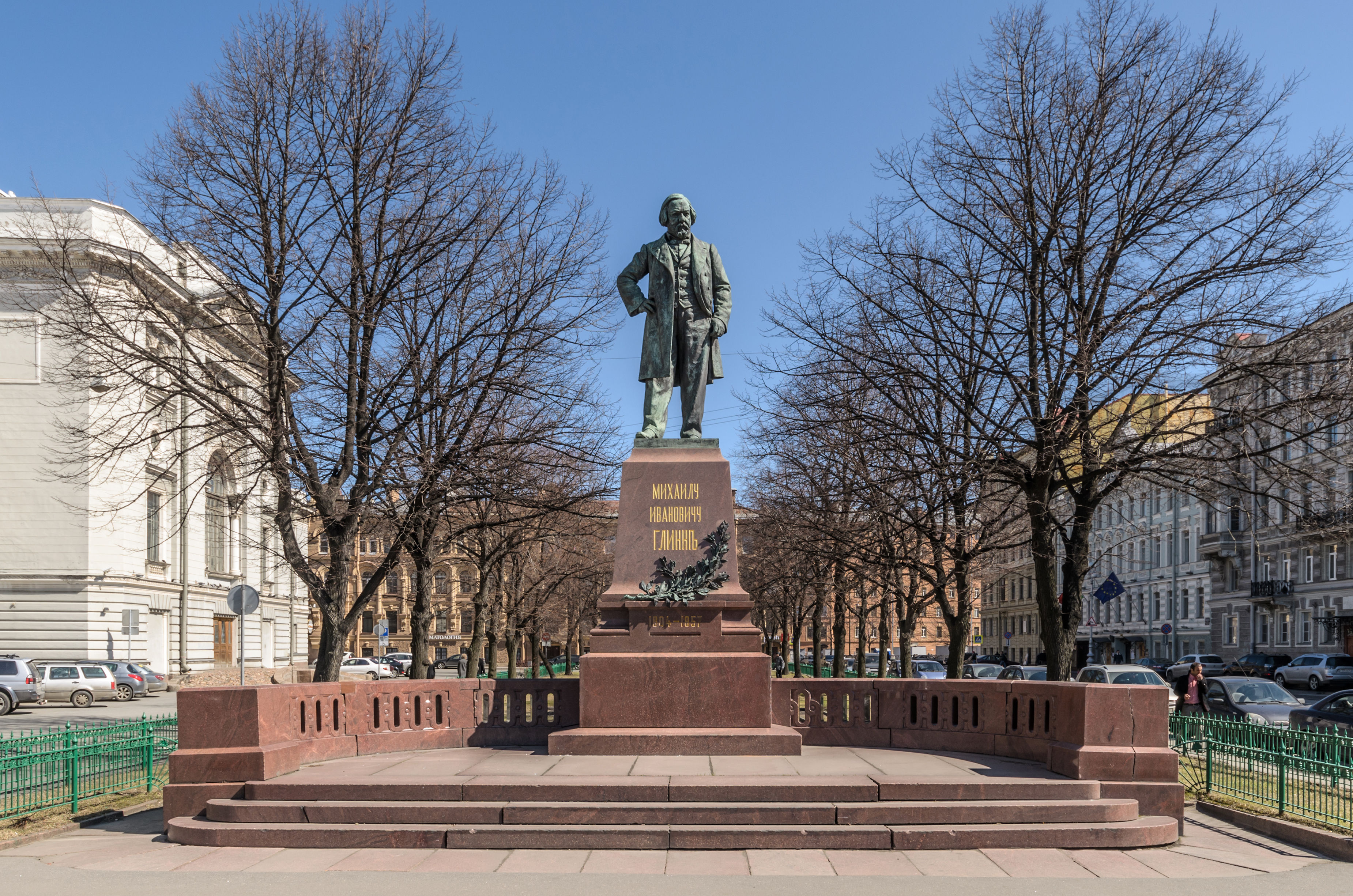
Statue de Glinka à Saint-Pétersbourg (1906), place du Théâtre.

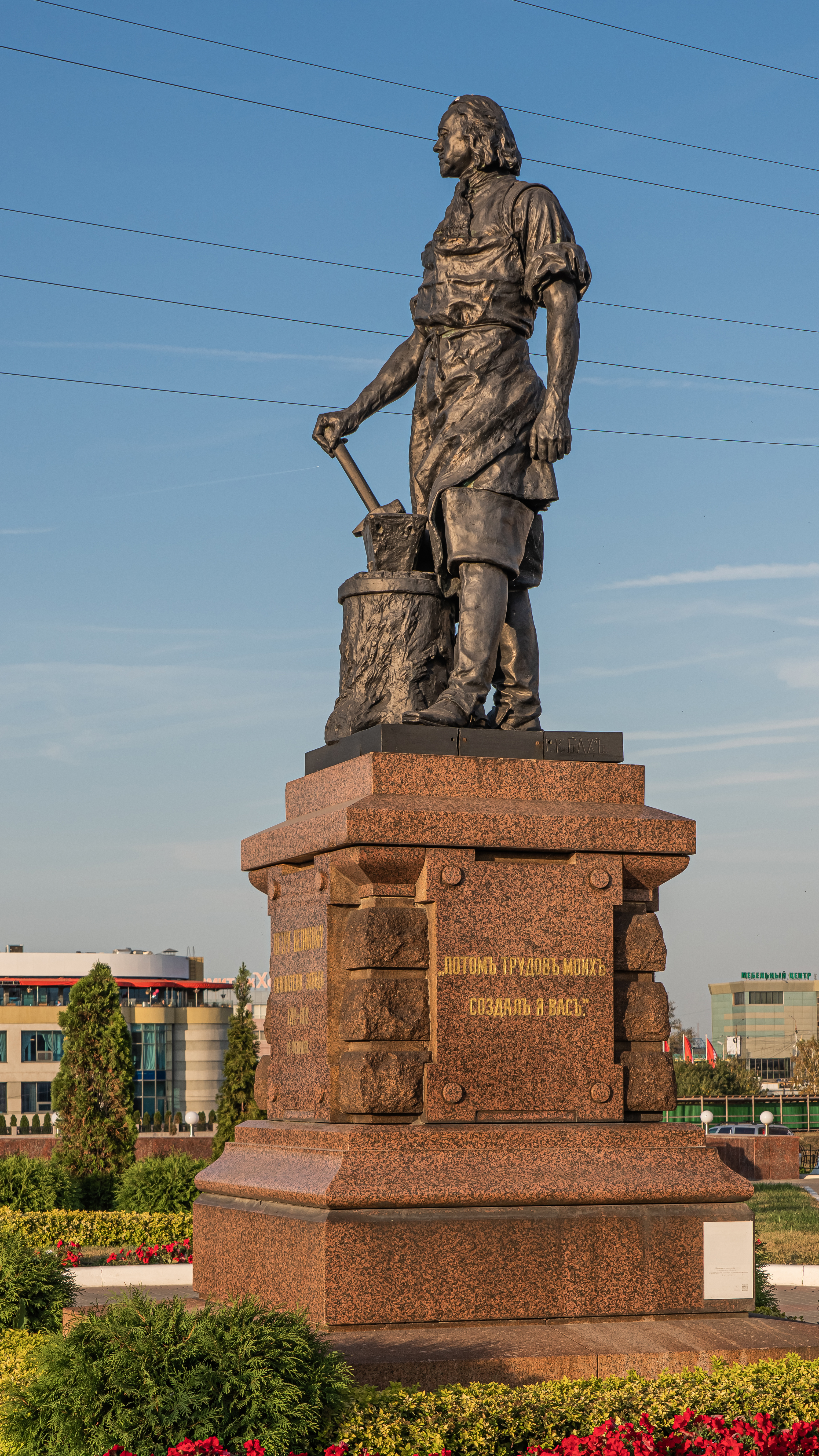
Statue de Pierre le Grand (1910) devant la manufacture d'armes de Toula.

- Statue monumentale de l'empereur Alexandre III à Théodosie (bronze, 1896)[1],[2]
- Statue monumentale de l'empereur Alexandre III à Irkoutsk (1902-1908)[3], détruite en 1920[4], une copie est réinstallée le 4 octobre 2003[5]
- Statue d'Alexandre III du musée russe de Saint-Pétersbourg (d'après nature)[6]
- Statue de Pouchkine à Tsarskoïe Selo (1899)
- Statue de Glinka à Saint-Pétersbourg (1906)
- Buste de Pouchkine à Kiev (1899)
- Bustes de Pouchkine (bronze), Gogol (bronze), Tourgueniev (bronze), Dostoïevski (bronze), Krylov (bronze), Joukovski (bronze).
- Statue monumentale de Pierre le Grand à Toula  devant la manufacture d'armes de Toula (bronze, 1910)
- Statues de Taras Chevtchenko (bronze, 1886, et d'autres)